# Eugène Tanguy
Eugène Tanguy, né le 28 décembre 1830 à Vannes et mort le 30 décembre 1898 à Paris, est un peintre français.

## Biographie
Eugène Tanguy est le fils de Jean Pierre Tanguy, géomètre, et de Césarine Gilette Bougardier.
Élève de Charles Gleyre, il expose au Salon de 1864 à 1898.
Peintre paysagiste, il reproduit sur la toile sa Bretagne natale, et divers sites de Seine-et-Oise.
Il meurt célibataire à son domicile de la rue Humblot à l'âge de 68 ans.